# Paramelia typica
Paramelia typica är en insektsart som beskrevs av Evans 1954. Paramelia typica ingår i släktet Paramelia och familjen dvärgstritar. Inga underarter finns listade i Catalogue of Life.